# Ithyphallic
Ithyphallic è il quinto album in studio del gruppo statunitense dei Nile, pubblicato nel 2007.

## Il disco
Come da tradizione, la band statunitense dà alle stampe un album completamente ispirato all'antico Egitto e dal Ciclo di Cthulhu, creato dallo scrittore statunitense Lovecraft.
Dal brano di apertura, "What can be safely written", l'ascoltatore viene portato nella morsa del grande Cthulhu, dove la brutalità regna sovrana.
La proposta sonora del gruppo, un Brutal death metal molto tecnico, ben si adatta a questo panorama di desolante violenza.

## Le Tracce
1. What can be Safely Written - 08:15
2. As He Creates So He Destroys - 04:36
3. Ithyphallic - 04:40
4. Papyrus Containing the Spell to Preserve Its Possessor Against Attacks From He Who Is in the Water - 02:57
5. Eat of the Dead - 06:29
6. Laying Fire Upon Apep - 03:25
7. The Essential Salts - 03:51
8. The Infinity of Stone (Strumentale) - 02:04
9. The Language of the Shadows - 03:30
10. Even the Gods Must Die - 10:00